# Aleš Ulm
Aleš Ulm (* 31. ledna 1947 v Praze) je český zpěvák, scenárista, moderátor a televizní dramaturg.
Po roce 1970 byl krátce v angažmá v divadle Rokoko. Působí jako šéfdramaturg České televize, kde má na starosti vysílání zábavných pořadů a soutěží v Centru zábavné tvorby.

## Diskografie
- 1970 Pozdravuj / Aldebarán – Supraphon 0 43 0973 h, SP [3]
- 1970 Prej v létě – Miluše Voborníková / Černej les – Aleš Ulm – Supraphon 0 43 0968 h, SP
- 1971 Bim-bam, řekl by zvon – Jiří Štědroň / Ó, Magdaléno – Aleš Ulm – Bratislavská lyra 1971 – Supraphon 0 43 1187, SP
- 1971 Ještě chvíli – Marie Rottrová / Muži z lodí – Aleš Ulm – Supraphon 1 43 1172 h, SP
- 1973 Nataša / Mámin malý svět – Supraphon 0 43 1512 h, SP
- 1973 Angelína / Nechci znát – Supraphon 0 43 1525 h, SP
- 1973 Šálek šípkového čaje / Dálkou neznámou – Supraphon 0 43 1537 h, SP
- 1974 Listy / Třírohý klobouk – Supraphon 0 43 1572 h, SP
- 1975 Co vítr vzal / Tisíc růží – Supraphon 0 43 1802 h, SP
- 1982 Dovolená / Jednou se dveře rozletí – Supraphon 1143 2647, SP
- 1988 Tak běž – Petra Černocká / Kvůli vám – Aleš Ulm – Supraphon 11 0091-7311, SP
- 1997 Šálek šípkového čaje, 20x a tři navíc – Bonton, MC, CD

### Kompilace
- 1971 Мелодии Друзей – Melodija CM 02726, LP, A7 – А. Ульм – Счастье Молодости
- 1973 12. Album Supraphonu – Supraphon 1 13 1436, LP, A11 – Aleš Ulm – Angelína
- 1976 XV. Album Supraphonu – Supraphon 1 13 1907, LP, A17 – Aleš Ulm – Lovec aligátorů (Beau Marianne)
- 1976 Mlčenlivá žena – Citron / Kočka – Citron – Supraphon, SP, zpěv Aleš Ulm a Citron [4]
- 1990 Potlach v Údolí slunce – Supraphon 11 0860-1 311, LP – 02. Zaplály ohně a zaplál dým – Alena Rychetská, Aleš Ulm, Martin Javůrek, Tomáš Pergl, Sbor Tornádo a Bajo trio 81.
- Největší hity 1971 – Supraphon, CD – 10. Aleš Ulm – Pozdravuj /Adieu/
- Největší hity 1973 – Supraphon, CD – 03. Aleš Ulm – Šálek šípkového čaje
- Největší hity 1982 – Supraphon, CD – 10. Aleš Ulm – Dovolená /Felicita/

## Film
- 1980 Trhák – adept na Lenského

## Moderování
- 1992 – 2004, 2013 Kufr, spolu s Pavlem Zedníčkem[5]
- 1999 Věšák, spolu s Kateřinou Hrachovcovou[6]
- 2018 Výlety do minulosti (Stream)